# Трав'яне желе
Трав'яне желе — желеподібний десерт, що походить з Китаю. Його зазвичай споживають у Східній та Південно-Східній Азії. Його готують з використанням китайські мезони (представника сімейства м'ятних) і має м'який, злегка гіркуватий смак. Трав'яне желе було винайдено народом Хакка, який історично використовував цю страву для полегшення теплового удару після довгих днів роботи в полі. У Південно-Східну Азію страва була завезена китайською діаспорою. Його подають охолодженим, з іншими начинками, такими як фрукти, або в бульбашковому чаї чи інших напоях. За межами Азії він продається в азійських супермаркетах.

## Харчова цінність
У несолодкому трав'яному киселі на 500 грам міститься 2,5 грам білка і близько 15 грам вуглеводів, з яких 0,5 грам — харчові волокна. Трав'яне желе не містить жиру, вітамінів і мінералів.

## Приготування
Трав'яне желе виготовляють кип'ятінням витриманих і злегка окиснених стебел і листя Platostoma palustre (Mesona chinensis) з карбонатом калію і невеликою кількістю крохмалю протягом декількох годин. Рідина охолоджується до желеподібної консистенції, і це желе можна нарізати кубиками або іншими формами. Потім желе змішують із сиропом для отримання напою чи десерту, який, як вважають, має охолоджуючі (інь) властивості, придатні для спекотної погоди. Саме желе ароматне з димним відтінком і має напівпрозорий темно-коричневий або чорний колір. Іноді можна додавати харчові барвники, щоб зробити його темнішим.
Приготування інших варіантів, відомих як желе із зеленої трави, не вимагає варіння або нагрівання і виготовляється лише з суміші екстрактів листя та води. Желе, виготовлене таким чином, описується як таке, що має листяний, нейтральний аромат.

## Регіональні відмінності

### Материковий Китай, Гонконг і Макао
У Китаї трав'яне желе вважається фірмовою стравою народу Хакка.
У материковому Китаї, Гонконзі та Макао желе з трави традиційно подавали з цукровим сиропом. Зараз його часто подають у суміші з іншими інгредієнтами, такими як манго, саго, кавун, диня та інші свіжі або консервовані фрукти, а також згущене або згущене молоко.
Хоча китайською мовою цю страву іноді називають лянфен (leung fan), її не слід плутати з китайським крохмальним желе лянфен (liang fen), яке є зовсім іншою стравою.

### Тайвань
На Тайвані трав'яне желе як 仙草 (xian cao) і використовується в різноманітних десертах і напоях. Іноді його можна додавати до напоїв боба та тертого льоду (刨冰). Воно також широко використовується в традиційному тайванському десерті, де желе розтоплюють, щоб споживати його як густий десерт, схожий на пудинг (燒仙草), з численними начинками, такими як тан'юань, кульки таро, боби адзукі та тапіока. З рослини також виготовляють чай мезона (仙草茶).

### Індонезія

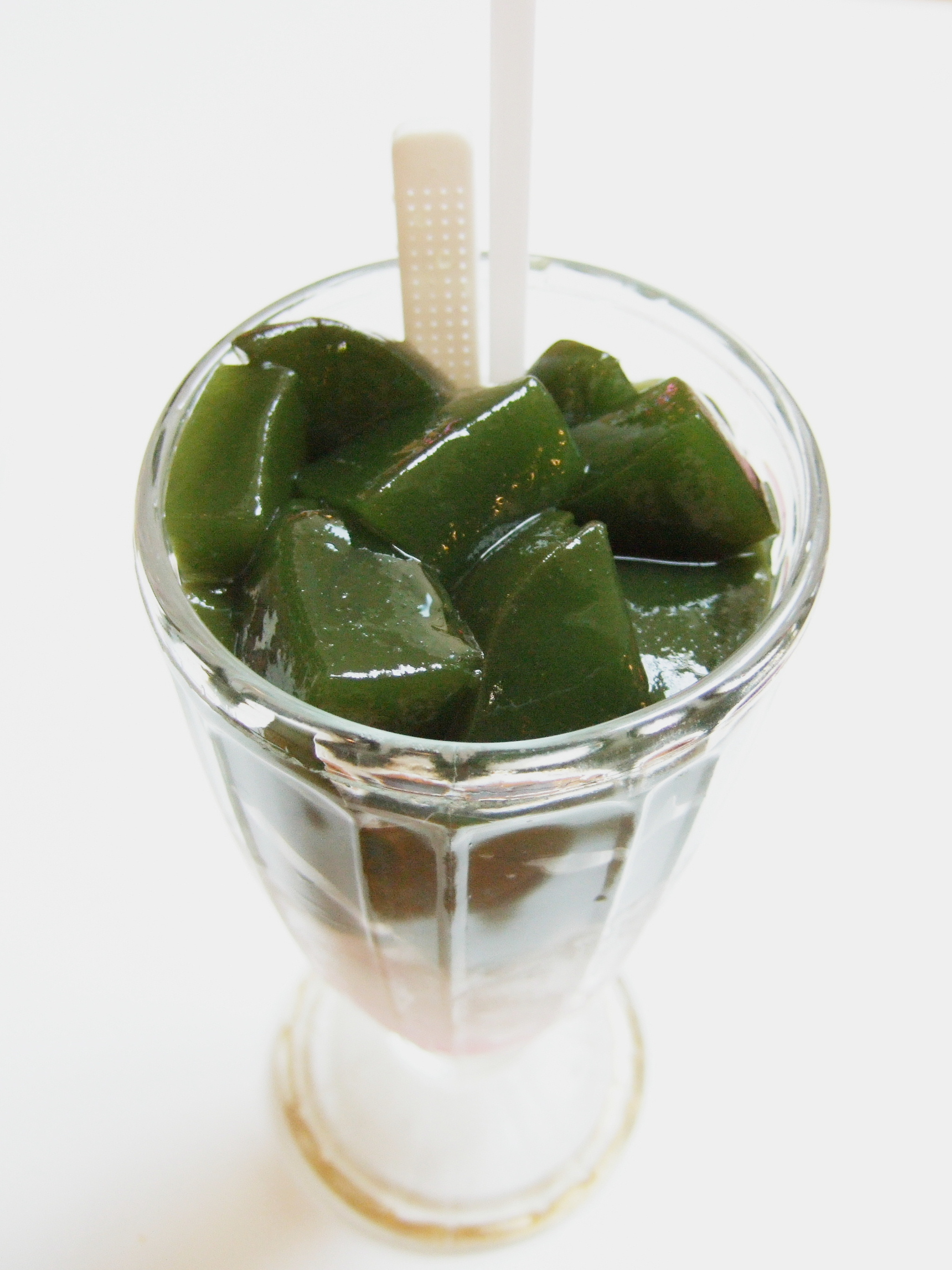
Желе із зеленої трави

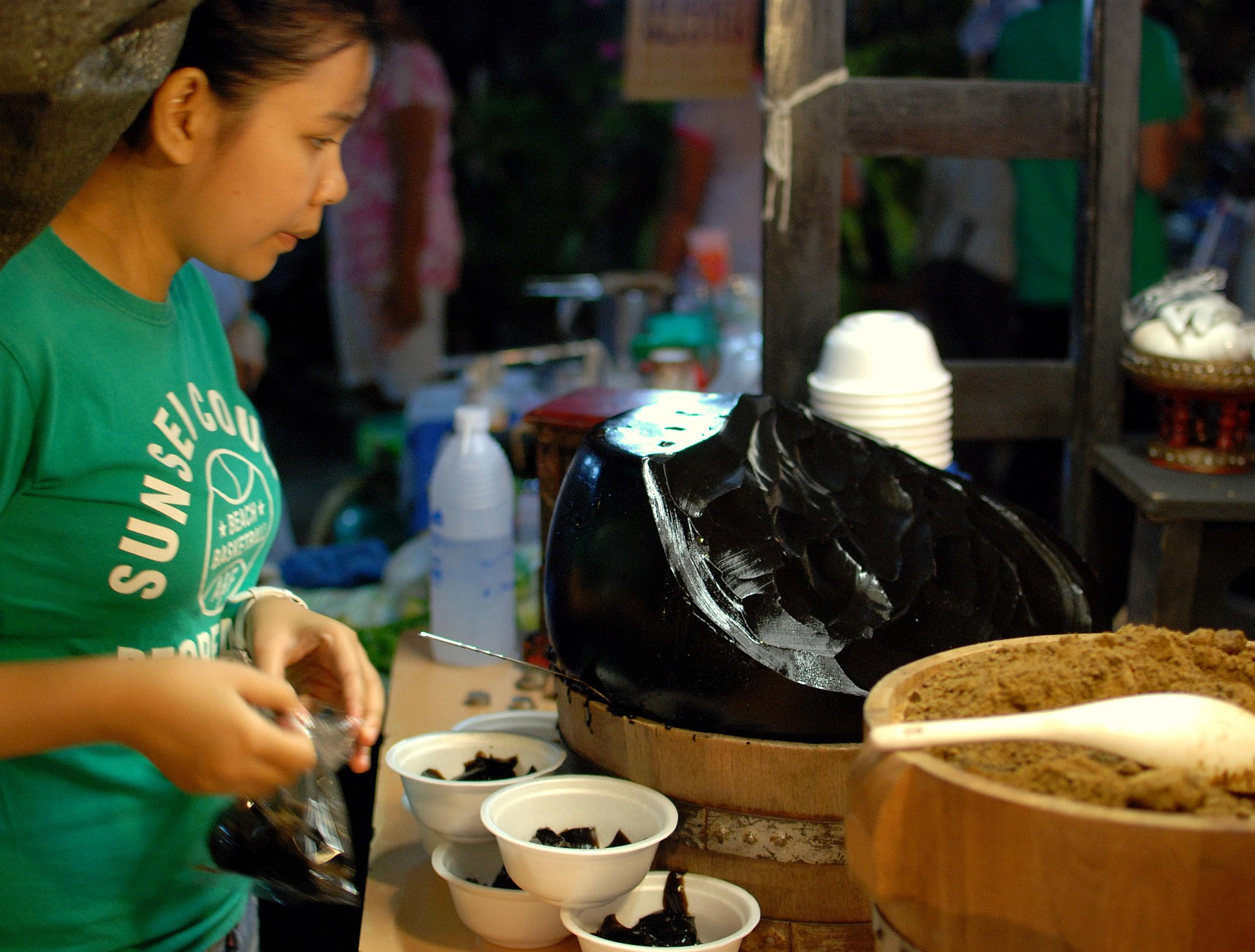
Chaokuai продається на ринку Sunday Walking Street у Чіангмаї, Таїланд

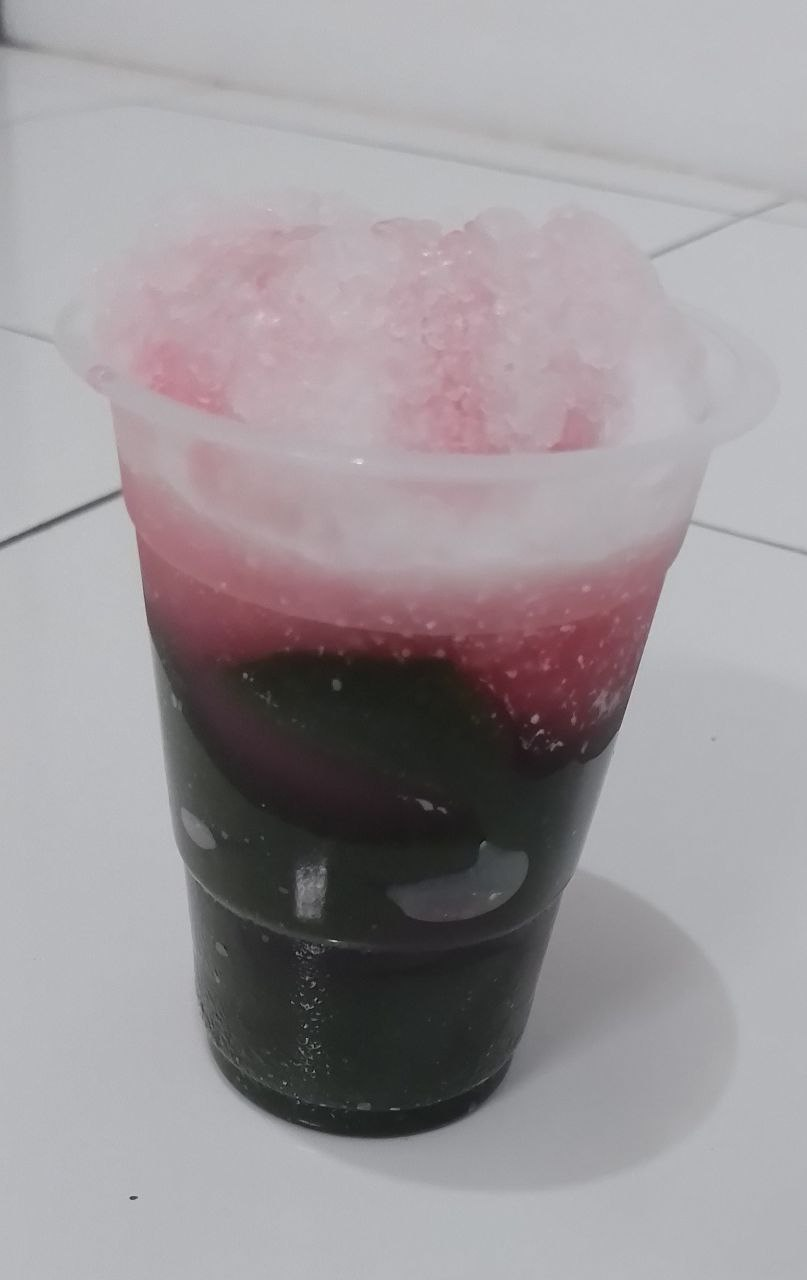
Es Cincau, індонезійський напій з рослини Platostoma palustre

Трав'яне желе індонезійською мовою називається сінкау, що походить від слова 清草 (chhin chháu) на мові Хоккіен. Воно також відоме як camcao, juju, janggelan або kepleng яванською мовою, camcauh сунданською та daluman на Балі. Чорне желе (cincau hitam) виготовляється у вигляді швидкорозчинного порошку, як і інші розчинні желе або агар. Ця форма зручніша у використанні. Виготовляється з листя платостоми болотної (Mesona palustris).
Зазвичай процес приготування желе з індонезійської зеленої трави не вимагає варіння або нагрівання. Достатньо змішати екстракт листя і воду з додаванням періоду очікування для згортання при помірній кімнатній температурі.
Індонезійське желе із зеленої трави має виразний смак порівняно з желе з чорної трави. Воно не має димного присмаку, майже не має гіркого смаку та має м'який аромат листя. Завдяки простому нейтральному смаку його зазвичай вживають із цукровою водою, сиропом, кокосовим молоком і льодом.

### Малайзія, Сінгапур і Бруней
Звичайне трав'яне желе змішують у різних видах десертів, таких як айш качанг і сендол. Його також змішують із холодним соєвим молоком і подають як освіжаючий напій/десерт, напій, відомий як Майкл Джексон у Південно-Східній Азії (посилання на зміну кольору шкіри Майкла Джексона та/або його пісню «Black or White»). Різноманітні комбінації трав'яного желе з сиропом зі смаком троянд, доданим до молока (бандунг), називаються «бандунг чінкау» або скорочено «банкау». Є також тертий лід із начинкою з трав'яного желе. Він може бути зеленим або коричневим.

### Філіппіни
Цеглинки трав'яного желе (філіппінською: gulaman) використовуються в різноманітних філіппінських закусках або десертах, таких як sago't gulaman, buko-pandan, agar flan або halo-halo. Його можна використовувати у фруктових салатах або їсти з молоком або чаєм.

### Таїланд
У Таїланді трав'яне желе відоме як чаокуай (тай. เฉาก๊วย) походить від Teochew (кит.: 草粿). Його зазвичай подають відносно просто разом з льодом і натуральним коричневим цукром. Крім того, його також можна подавати з такими фруктами, як джекфрут, фрукти пальми Тодді або змішувати з іншими тайськими десертами.

### В'єтнам
В'єтнамською мовою трав'яне желе називається sương sáo або thạch sương sáo. Трав'яне желе нарізають дрібними кубиками і подають як додатковий інгредієнт солодких десертів з різних сортів квасолі (че). У В'єтнамі поширені два види трав'яного желе: Platostoma palustre (Mesona chinensis, в'єтнамською — sương sao) і Tiliacora triandra (називається sương sâm; sương sa або rau câu — це назва желе, виготовленого з різних видів водоростей). Зараз заведено їсти желе із зеленої трави (thạch lá găng) з доухуа (tào phớ) і трав'яне желе (sương sáo або thạch đen) влітку.

### Маврикій
На Маврикії желе з трави нарізають кубиками і додають у воду з цукром або у водний сироп, щоб зробити холодний напій під назвою «Мус нуар», що дослівно перекладається як «чорне желе». Мус нуар має китайське походження і є відображенням китайсько-маврикійського впливу на маврикійську кухню. Мус нуар добре відомий і високо цінується маврикійцями. Його можна приготувати вдома або придбати в місцевих супермаркетах, де він доступний. Мус нуар також виробляють місцеві маврикійські компанії, такі як Sunny Food Canners, і його можна знайти з оригінальним смаком або в різних смаках; таких як кава, алое вера та диня.